# بیمارستان بازرگانان
بیمارستان تخصصی بازرگانان بیمارستانی در تهران، واقع در بزرگراه شهید محلاتی و جنب پل ری است. این بیمارستان با تصمیم اعضای اتاق بازرگانی تهران در سال ۱۳۲۸ خورشیدی با مساحت ۱۱۵۰۰ متر مربع و با زیربنای ۱۷۰۰۰ متر مربع تأسیس گردید. این مرکز اکنون یکی از مجهزترین و پیشرفته‌ترین بیمارستان‌ها در منطقهٔ دوازده تهران است و تحت نظر اتاق بازرگانی صنایع، معادن و کشاورزی تهران قرار دارد.
از سال ۱۳۹۶ تا پایان بهمن ۱۴۰۰، ۳۶ هزار و ۴۳۰ بیمار در بیمارستان بازرگانان بستری شده و در این مدت ۲۵ هزار و ۷۶۴ مورد جراحی (انواع جراحی‌های تخصصی) انجام شده است. همچنین در طول این ۵ سال بیش از ۱۵ هزار بیمار به بخش اورژانس این بیمارستان مراجعه کرده‌اند.

## پیشینه
یکی از تبعات فوری جنگ جهانی دوم (۱۹۳۹–۱۹۴۵ میلادی) برای ایران، بروز قحطی‌ها و شیوع بیماری‌های واگیرا در سراسر کشور بود. پایتخت نیز از این موضوع مصون نماند، به‌طوری‌که انواع و اقسام بیماری‌های واگیرا و گرانی سرسام‌آور اجناس در تهران نیز بروز یافت از این رو گروهی از بازرگانان و تجار خیّر و مردم‌دوست، با نیت جمع‌آوری کمک و هدایای تجار و خیّرین و توزیع آن بین مردم اقدام به تأسیس بنگاه خیریه بازرگانی نمودند. میرزا علینقی کاشانی یا «کاشانچی» یکی از بازرگانانی بود که همراه تاجران خوشنام دیگر تهرانی، در سال ۱۳۲۰ برای کمک به مشکلات مردم خیریه‌ای را دایر کرد. علینقی دختری به نام نصرت‌الملوک کاشانچی داشت. او از نخستین دانشجویان دورهٔ دکترای پزشکی دانشگاه تهران بود که پس از فارغ‌التحصیلی در دانشگاه، برای ادامه تحصیل در رشتهٔ مامایی عازم پاریس شد و پس از فارغ‌التحصیلی به ایران بازگشت و تلاش کرد از دانشش برای کمک به درمان بیماران استفاده کند. نصرت‌الملوک بعد از بازگشت به ایران، ایدهٔ تأسیس یک بیمارستان، ملکهٔ ذهنش شده بود. او از پدرش علینقی کمک خواست تا درمانگاهی برای درمان بیماران بی‌بضاعت بسازد. خبر ساخت درمانگاهی برای نیازمندان خیلی زود در شهر پیچید. این موضوع دردسرهایی را برای نصرت‌الملوک ایجاد کرد. وقتی درمانگاه تأسیس شد، تعداد مراجعان به قدری زیاد شد که نصرت‌الملوک به تنهایی نمی‌توانست از پس این تعداد مراجعه‌کننده برآید؛ در نتیجه برای نصرت‌الملوک چاره‌ای جز دریافت کمک برای ادامهٔ کار درمانگاه باقی نماند. جلسات اتاق بازرگانی هرچند وقت یک‌بار در خانهٔ یکی از اعضا برگزار می‌شد و خانهٔ علینقی کاشانچی نیز محل برگزاری یکی از این جلسات شد. نصرت‌الملوک از این فرصت استفاده کرد و تصمیم به طرح موضوع با اعضای اتاق گرفت.
با توجه به جوّ سنتی حاکم بر خانواده که اجازه نمی‌داد یک زن در جمع مردانه حضور یابد و با وجود مخالفت برادران از حضور وی در جلسهٔ مذکور، با اصرار وارد جلسه شد و با کمال صراحت و شجاعت موضوع نیاز مردم و به‌ویژه زنان را به یک مرکز درمانی مجهز به تفصیل بیان کرد. این پیشنهاد در همان لحظه با استقبال اعضا و هیئت‌رئیسهٔ اتاق بازرگانی تهران مواجه شد و از همان‌جا برنامه‌ریزی و پیگیری‌های گسترده در تعیین محل و کسب مجوز تأمین اعتبار ساخت یک بیمارستان مجهز شروع شد و در رأس برنامه‌های اتاق بازرگانی تهران قرار گرفت.
بعد از آن رئیس وقت اتاق بازرگانی تهران، عبدالحسین نیک‌پور، با دعوت از شهردار وقت تهران مهدی مشایخی، جلسهٔ هیئت نمایندگان اتاق تهران را در خرداد ماه ۱۳۲۵ تشکیل داد و در آن جلسه شهردار تهران آمادگی خود را برای در اختیار قرار دادن محل نقلیهٔ شهرداری تهران جهت ساخت بیمارستان اعلام نمود. بعد از تصویب ساخت بیمارستان در هیئت نمایندگان اتاق بازرگانی تهران، موضوع با نخست‌وزیر وقت احمد قوام مطرح شد. در نهایت هیئت‌وزیران در تاریخ ۱۵ مرداد ۱۳۲۵ با تصویب مصوبه‌ای یازده ماده‌ای که طی آن کلیهٔ مسائل اساسی مربوط به تحویل محل و چگونگی نقشه‌برداری و ساختمان و مخارج ساختمان پیش‌بینی شده بود، مجوز ساخت بیمارستان را صادر کرد بعد از تحویل محل از شهرداری و خرید ۱۳ ملک دیگر از ۲۴ مالک، در مجموع حدود ۱۱ هزار متر مربع زمین در تقاطع خیابان ری و بوذرجمهری آماده شد. طراحی نقشهٔ بیمارستان را محسن فروغی، از معماران نامی آن زمان و رئیس دانشکدهٔ معماری دانشگاه تهران برعهده داشت و در نهایت بعد از سه سال و نیم با صرف هزینهٔ ۳۲ میلیون ریالی، بیمارستان بازرگانان در ۱۰ بهمن ۱۳۲۸ با استقرار ۴۸ اتاق و ۲۰۰ تخت افتتاح شد. بودجهٔ سالیانهٔ بیمارستان و درمانگاه آن نزدیک به پنج میلیون ریال از محل اعانات بازرگانان، که در مواقع فروش بروات و فته طلب‌ها به بانک می‌پرداختند، تأمین گردید

### بخش‌ها
بیمارستان در بدو تأسیس شامل ۸ بخش بود: ۱. بخش کودکان ۲. بخش امراض زنان ۳. بخش بیماری‌های چشم و گوش و حلق و بینی ۴. بخش رادیولوژی ۵. بخش آزمایشگاه ۶. بخش جراحی ۷. بخش بیماری‌های داخلی ۸. بخش تهیهٔ دست و پای مصنوعی که در هیچ بیمارستان دیگر وجود نداشت. بخش‌های بیمارستان تحت نظر پزشکان مجرب و پرستاران ایرانی و آلمانی تحت ریاست نصرت‌الملوک کاشانچی اداره می‌شد. خانم کاشانچی بعد از یک‌سال بنا به دعوت وزارت دادگستری دست به کار ساخت بیمارستان دادگستری در محل کاخ دادگستری شد. این بیمارستان بعدها به محل فعلی خود منتقل شد. کاشانچی اولین زن پزشکی قانونی ایران بود.

### تجهیزات

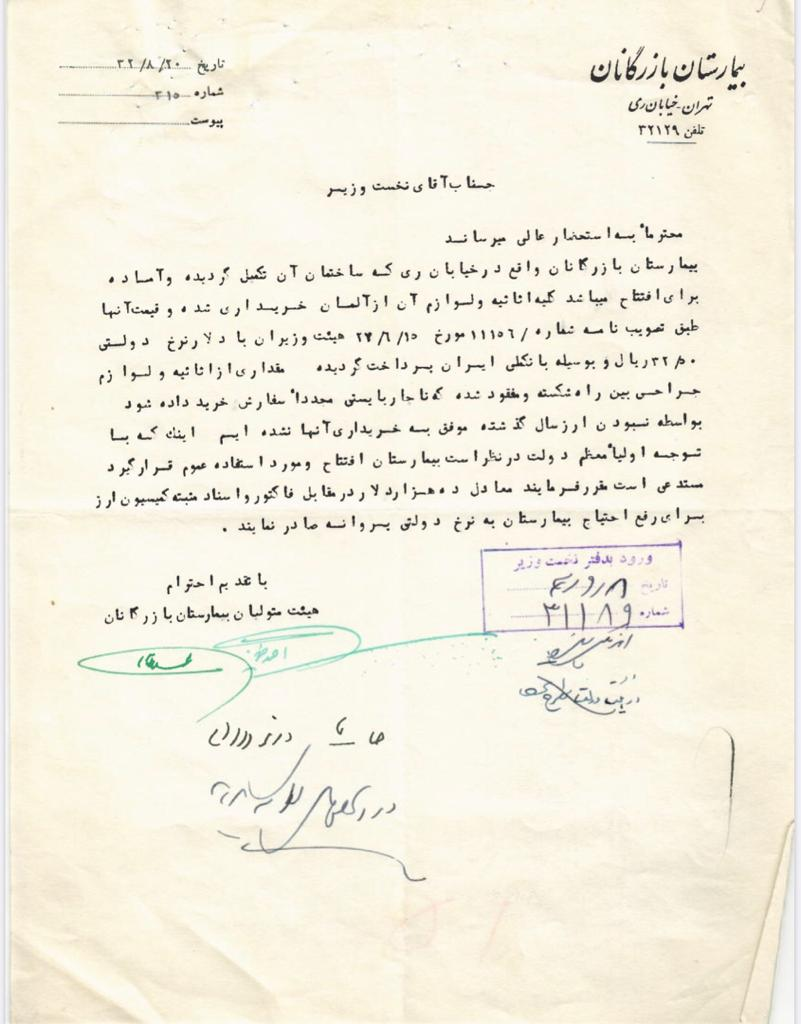

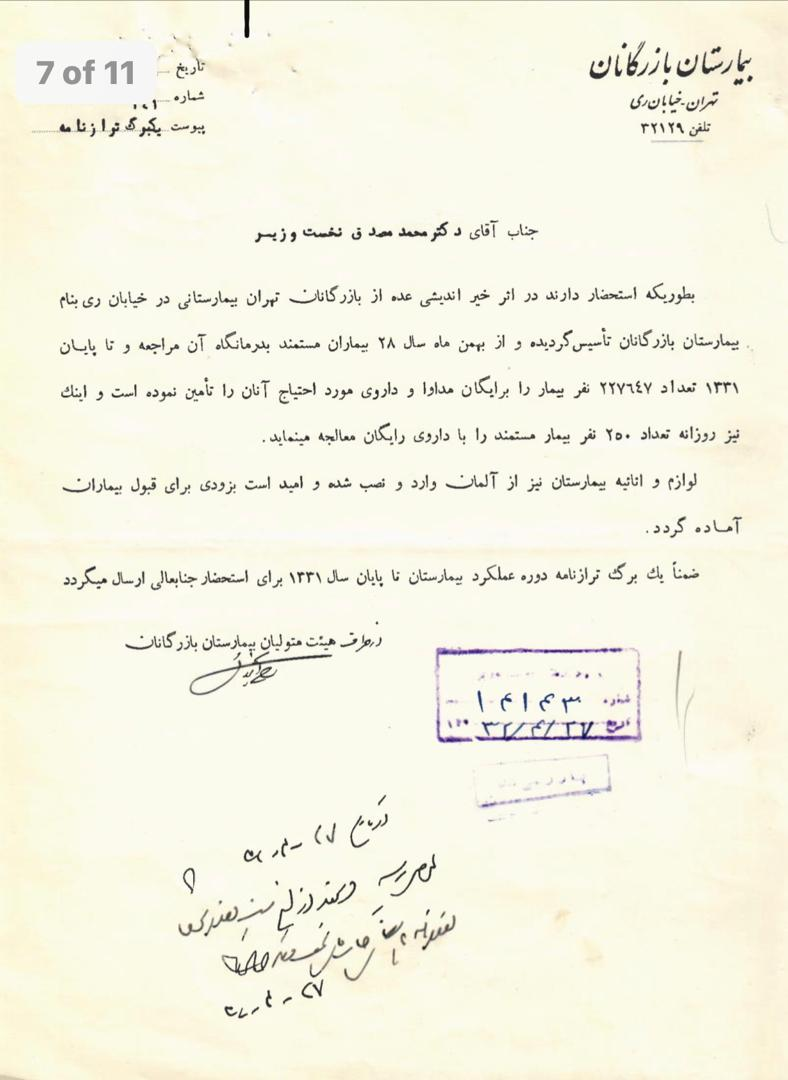

تجهیزات بیمارستان در آن زمان حدود ۱۸ میلیون ریال هزینه برد و ۲۵۰ هزار دلار هم از آلمان تجهیزات فنی خریداری و در بیمارستان تعبیه شد. هزینهٔ ساخت بیمارستان از محل کمک‌های تجار و خیرین و نیز حسب مصوبهٔ هیئت وزیران به تاریخ ۱۰ تیر ۱۳۲۶ (به پیشنهاد اتاق بازرگانی تهران) تأمین شد که طی آن بانک‌ها موظف شدند در موقع واریز حساب ارزی واردات، نیم درصد اضافه وصول نموده و به حساب جداگانه‌ای برای امور خیریه واریز نمایند.

### هیئت متولیان
در تعقیب مصوبه اعلام شده بود که مصرف آن با نظر اتاق بازرگانی تهران باشد، که بخش عمدهٔ هزینهٔ ساخت‌وساز بیمارستان از همین محل تأمین شد. یک‌سال بعد و در تاریخ ۲۸ دی ۱۳۲۹ اتاق بازرگانی تهران بیمارستان بازرگانان را وقف دائمی نمود تا به مداوای بیماران بپردازد. نمایندگان اتاق بازرگانی در روند وقف، غلامحسین کاشف و محمود کیهان بودند.
از آن پس بیمارستان بازرگانان تحت تولیت هیئتی پنج نفره از بازرگانان و تجار اداره می‌شود. اولین اعضای هیئت متولیان شامل آقایان عبدالحسین نیک‌پور، محمدرضا فاطمی، محمدرضا خرازی، احمد تهرانی و عبدالله مقدم بودند و کلیهٔ هزینه‌های پرسنلی و کمک به نیازمندان را اتاق بازرگانی تهران پرداخت می‌کرد.
مهدی امیرسرداری در تاریخ ۲۸ اسفند ۱۳۲۸ شمسی در بازدیدی که از بیمارستان بازرگانان دارد گزارشی تهیه می‌کند و در عصر اقتصاد آن را منتشر می‌کند. در این بازدید ایشان با احمد تهرانی، عضو کمیتهٔ خیریهٔ اتاق بازرگانی ملاقات می‌کند و توضیحاتی را دربارهٔ بیمارستان از ایشان درخواست می‌کند. احمد تهرانی این‌گونه توضیح می‌دهد: «سال‌هاست کمیسیونی به نام کمیسیون خیریهٔ اتاق بازرگانی تهران به ریاست آقای عبدالحسین نیک‌پور، رئیس اتاق بازرگانی و عضویت آقایان حاج میرزا محمدرضا ناظمی و حاج میرزا علینقی کاشانی و حاج سید رضا مجد و مهدی لاری و خود اینجانب با جمع‌آوری اعانات از بازرگانان خیر و تحمل زحمات شبانه‌روزی به فقرا و بیچارگان کمک نموده. در ایامی که تهران دچار قحطی نان بود با ایجاد پانزده کانون در محلات مختلف پاچنار، قنات‌آباد، کوچه درب‌دار، چهارحصار و غیره نان و پلوی مجانی در اختیار بینوایان گذارده و با تهیهٔ لباس و غذا و کوپن زغال و غیره به صدها و هزارها خانواده کمک نموده و می‌نماید.
در آذر ماه سال ۱۳۲۶ تأسیس بیمارستان نوبنیاد بازرگانان، در جلسهٔ مجمع عمومی، که برحسب دعوت رئیس اتاق بازرگانی از اعضاء کمیسیون خیریه و عده‌ای از تجار منعقد شده بود، بیمارستان بازرگانان و تهیهٔ وسایل مورد احتیاج بیمارستان و تأمین هزینهٔ جاری از اعتبارات کمیسیون خیریه مورد تصویب قرار گرفت.»

## خدمات
بیمارستان بازرگانان به یمن ارائهٔ خدمات نوین و مدرن پزشکی و با تکیه بر تخصص کادر پزشکی و پرستاری خود و حضور استادان بزرگی مانند یحیی عدل (پدر جراحی نوین ایران) از سویی و از سوی دیگر توجه و تأکید مدیریت اتاق بازرگانی تهران در نصب‌العین قرار دادن رسالت مسئولیت اجتماعی و رسیدگی به احوال مردم با رعایت اصول و منش انسانی، توانست اقبال عمومی را به‌عنوان بیمارستان مشهور و خاص به خود جلب کند. حضور مراجعان از تمام اقشار از خاندان سلطنتی و وزرا و مسئولان بلندپایه و تجار و متمولین گرفته تا مردم عادی که همگی خدماتی یکسان دریافت می‌کردند، بیمارستان بازرگانان را به محلی برای تألیف قلوب اقشار مختلف مردم تبدیل کرد. بسیاری از مردم به خاطر اعتمادی که از نوع ارائهٔ خدمات داشتند، کمک‌های خود را به سوی بیمارستان روانه می‌کردند. بر اساس اسناد موجود علاوه بر ارائهٔ خدمات رایگان به اقشار نیازمند، خیرات و مبرات خیرین نیز از طریق درمانگاه بیمارستان بین نیازمندان توزیع می‌شد. بیمارستان بازرگانان به‌دلیل موقعیت جغرافیایی خود شاهد بسیاری از اتفاقات تاریخی بعد از سال ۱۳۲۸ بوده و مجروحان و مصدومان این وقایع را معالجه نموده است؛ وقایعی مانند کودتای ۲۸ مرداد، قیام ۳۰ تیر، تظاهرات ۱۵ خرداد، انقلاب ۱۳۵۷ و…
در حال حاضر این بیمارستان در سطح استانداردهای جهانی نوسازی شده و دارای بخش‌های مختلف پزشکی هسته‌ای، مراقبت‌های ویژه، خدمات توانبخشی، زنان و زایمان، نوزادان، قلب، اتاق عمل، ام‌آرآی، پرتودرمانی، آزمایشگاه و … است. اتاق بازرگانی تهران اکنون در نظر دارد این بیمارستان را به مجهزترین و پیشرفته‌ترین مرکز درمانی پایتخت تبدیل کند. بیمارستان بازرگانان همچنین به اعضاء اتاق بازرگانی تهران خدمات درمانی با تخفیف ارائه می‌دهد. در بیمارستان بازرگانان از سال ۱۳۹۶ تا پایان بهمن ۱۴۰۰، ۳۶ هزار و ۴۳۰ بیمار بستری شده و در این مدت ۲۵ هزار و ۷۶۴ مورد، جراحی (انواع جراحی‌های تخصصی) انجام شده است. همچنین در طول این ۵ سال بیش از ۱۵ هزار بیمار به بخش اورژانس این بیمارستان مراجعه کرده‌اند.

## پس از انقلاب ۱۳۵۷
بیمارستان بازرگانان تا سال ۱۳۵۷، جایگاه و شهرت خود را حفظ نمود و بی‌وقفه به ارائهٔ خدمات ادامه داد. همزمان با تحولات سال ۱۳۵۷ و پیروزی انقلاب اسلامی، موضوع مدیریت بیمارستان مورد بحث و چالش جدی قرار گرفت و درنهایت طی مصوبهٔ هیئت‌وزیران دولت موقت به تاریخ ۲۵ تیرماه ۱۳۵۸، بیمارستان بازرگانان با کلیهٔ وسایل و تجهیزات و با شرط تأمین حقوق پرسنل از سوی اتاق بازرگانی تهران به وزارت بهداری و بهزیستی واگذار گردید. در این مصوبه نام ۶ بنگاه خیریهٔ دیگر هم به چشم می‌خورد. پس از انتقال مدیریت بیمارستان به وزارت بهداری و بهزیستی، ارائهٔ خدمات ادامه داشت و در زمان جنگ ایران و عراق هم پذیرای مجروحان جنگی بود.
طی این سال‌ها از طرف اتاق بازرگانی هیئت نظارت بر ادارهٔ بیمارستان تعیین شد و از بودجهٔ اتاق بازرگانی سالیانه مبالغ زیادی به حساب وزارت بهداری واریز می‌شد. کم‌کم شهرت و افتخار بیمارستان بازرگانان رو به افول نهاد، به‌طوری‌که در سال ۱۳۶۸ فعالیت بیمارستان متوقف و عملاً تعطیل شد و تنها درمانگاه آن (مشهور به درمانگاه سوختگی) فعال بود. در این زمان یکی از اعضای هیئت نظارت به نام مهدی حریری دربارهٔ ادارهٔ نامطلوب بیمارستان گزارش جامعی به اتاق بازرگانی ارائه داد که سبب بازپس‌گیری بیمارستان و واگذاری مجدد به اتاق بازرگانی گردید. از سال ۱۳۶۸ مقدمات بازسازی بیمارستان با کمک خیرینی مانند آقای سودآور آغاز شد. هیئت متولیان در سال ۱۳۷۳ که شامل سید علینقی خاموشی، علاءالدین میرمحمدصادقی، اسدالله عسگراولادی، مهدی حریری و محمد نوید بودند، بنا بر پیشنهاد کمیتهٔ امداد امام خمینی کار بازسازی و مدیریت بیمارستان را طی یک قرارداد عاریه به آن نهاد واگذار کردند. کار بازسازی بیمارستان تا سال ۱۳۸۲ طول کشید و درنهایت در تاریخ ۳۰ تیر ۱۳۸۲ به دست رئیس وقت مجلس، بعد از وقفه و تعطیلی ۱۵ ساله مجدداً شروع به کار کرد. کمیتهٔ امداد در طی دوران تصدی خود نسبت به توسعه و بازسازی بیمارستان همت داشت و خدمات بیمارستان به مردم ارائه می‌شد تا اینکه در سال ۱۳۹۵ هیئت‌رئیسه و هیئت نمایندگان دورهٔ هشتم اتاق بازرگانی تهران از جمله رئیس هیئت‌مدیره، مسعود خوانساری، در راستای پرداختن به مسئولیت اجتماعی توجه ویژه‌ای به بیمارستان بازرگانان معطوف کردند و بعد از بازدید از بیمارستان و ملاحظهٔ وضعیت آن، با نیت نوسازی و بهسازی بیمارستان، بازگشت مدیریت بیمارستان به اتاق بازرگانی تهران را در بیستمین جلسهٔ هیئت نمایندگان دورهٔ هشتم در تاریخ ۱۸ آبان ۱۳۹۵ مصوب کردند و درنهایت در تاریخ ۱۲ دی ۱۳۹۵ طی انعقاد تفاهم‌نامه‌ای مدیریت بیمارستان به اتاق بازرگانی، صنایع، معادن و کشاورزی تهران بازگشت. از آن تاریخ اتاق بازرگانی، صنایع، معادن و کشاورزی تهران با حضور همه‌جانبه و سرمایه‌گذاری وسیع، کار بازسازی و نوسازی و ساخت بخش‌های جدید را در دستور کار قرارداده است تا بیمارستان بازرگانان به یکی از بهترین بیمارستان‌های منطقه تبدیل شود.